# Loxoporetes
Loxoporetes là một chi nhện trong họ Thomisidae.